# العلاقات الطاجيكستانية الليبية
العلاقات الطاجيكستانية الليبية هي العلاقات الثنائية التي تجمع بين طاجيكستان وليبيا.

## مقارنة بين البلدين
هذه مقارنة عامة ومرجعية للدولتين:
| وجه المقارنة                                              | طاجيكستان                          | ليبيا                                       |
| --------------------------------------------------------- | ---------------------------------- | ------------------------------------------- |
| المساحة (كم2)                                             | 143.10 ألف                         | 1.76 مليون                                  |
| عدد السكان (نسمة)                                         | 8.92 مليون                         | 6.37 مليون                                  |
| الكثافة السكانية (ن./كم²)                                 | 62.33                              | 3.62                                        |
| العاصمة                                                   | دوشنبه                             | طرابلس                                      |
| اللغة الرسمية                                             | اللغة الطاجيكية                    | اللغة العربية، اللغة العربية الفصحى الحديثة |
| العملة                                                    | ساماني طاجيكي، الروبل الطاجيكستاني | دينار ليبي                                  |
| الناتج المحلي الإجمالي (بليون دولار)                      | 7.15 مليار                         | 50.98 مليار                                 |
| الناتج المحلي الإجمالي (تعادل القوة الشرائية) بليون دولار | 24.03 مليار                        | 69.32 مليار                                 |
| الناتج المحلي الإجمالي الاسمي للفرد دولار أمريكي          | 925                                |                                             |
| الناتج المحلي الإجمالي للفرد دولار أمريكي                 | 2.69 ألف                           | 15.60 ألف                                   |
| مؤشر التنمية البشرية                                      | 0.624                              | 0.724                                       |
| رمز المكالمات الدولي                                      | +992                               | +218                                        |
| رمز الإنترنت                                              | .tj                                | .ly                                         |
| المنطقة الزمنية                                           | ت ع م+05:00                        | ت ع م+02:00، توقيت شرق أوروبا               |

## منظمات دولية مشتركة
يشترك البلدان في عضوية مجموعة من المنظمات الدولية، منها:
| علم المنظمة | اسم المنظمة                        | تاريخ انضمام طاجيكستان | تاريخ انضمام ليبيا |
| ----------- | ---------------------------------- | ---------------------- | ------------------ |
|             | مؤسسة التنمية الدولية              | 4 يونيو 1993           | 1 أغسطس 1961       |
|             | مؤسسة التمويل الدولية              | 2 ديسمبر 1994          | 18 سبتمبر 1958     |
|             | منظمة حظر الأسلحة الكيميائية       | ?                      | ?                  |
|             | الأمم المتحدة                      | 2 مارس 1992            | 14 ديسمبر 1955     |
|             | الاتحاد الدولي للاتصالات           | 28 أبريل 1994          | 3 فبراير 1953      |
|             | منظمة التعاون الإسلامي             | ?                      | ?                  |
|             | منظمة الشرطة الجنائية الدولية      | ?                      | ?                  |
|             | الاتحاد البريدي العالمي            | ?                      | ?                  |
|             | البنك الدولي للإنشاء والتعمير      | 4 يونيو 1993           | 17 سبتمبر 1958     |
|             | وكالة ضمان الاستثمار متعدد الأطراف | 9 ديسمبر 2002          | 5 أبريل 1993       |
|             | يونسكو                             | 6 أبريل 1993           | 27 يونيو 1953      |

## وصلات خارجية
- موقع وزارة الخارجية الليبية